# 이안 수비아브레
이안 마르틴 수비아브레 (Ian Martín Subiabre, 2007년 1월 1일 ~ )는 아르헨티나의 축구 선수이며, 리버 플레이트에서 윙어로 뛰고 있다.